# Маревые (семейство)
Ма́ревые (лат. Chenopodiaceae) — семейство растений, признанное в системах классификации растений Кронквиста (1981, 1988), Тихомирова (1985), Голдберга (1986), Дальгрена (1997), Тахтаджяна (1997, 2009), Ривила (1999), Торна (2000). В основанных на молекулярных исследованиях системах группы APG (1998, 2003, 2009) и в системе Шипунова (2003) не выделяется.

## Маревые и молекулярная филогенетика

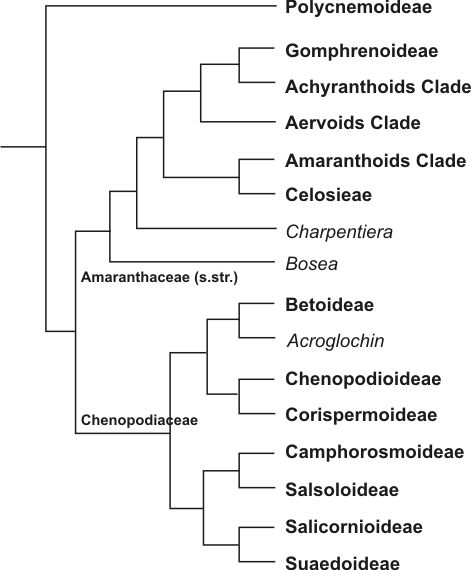
Кладограмма семейства Амарантовые в представлении APG

Впервые монофилетичность семейств Маревые и Амарантовые на основании молекулярных исследований предложили в 1992 году Реттиг и соавторы.
Молекулярно-филогенетические данные исследователей APG свидетельствуют, что семейство Маревые в его традиционном понимании не является монофилетичным. При включении в семейство нескольких родов, близких роду Хруплявник (Polycnemum), традиционно относимых к подсемейству Polycnemoideae, необходимо включать в это же семейство и всё семейство Амарантовые, иначе эта группа оказывается парафилетичной.
Маревые без Polycnemum, Hemichroa и Nitrophila образуют хорошо поддержанную монофилетичную кладу. В системах APG I, APG II и APG III данная клада выделяется в ранге подсемейства Маревые (Chenopodioideae) семейства Амарантовые (Amaranthaceae). Кадерайт и соавторы (2003) разделяют эти две клады на уровне семейств (Polycnemoideae они относят к Amaranthaceae).